# Ataque ao campo de refugiados de Al-Mawasi em Junho de 2024
Em 21 de junho de 2024, forças israelenses atacaram campos de tendas de refugiados em Al-Mawasi, Faixa de Gaza, logo fora de uma área designada como zona humanitária segura. O Ministério da Saúde de Gaza [en] relatou que 25 pessoas foram mortas e 50 outras ficaram feridas em duas rodadas de bombardeios. O bombardeio foi o segundo ataque israelense ao campo de refugiados de Al-Mawasi em menos de um mês, com um ataque em 28 de maio [en] matando mais de 21 pessoas e ferindo outras 64.

## Prelúdio
Durante a Guerra em Gaza, muitos civis em Gaza receberam ordens para evacuar [en] para zonas humanitárias seguras, despovoando muitas áreas da faixa. Muitos refugiados fugiram para Rafah, com mais de 1,4 milhão de civis abrigados na cidade e em campos de tendas periféricos. Israel invadiu Rafah [en] em 6 de maio, apesar das ordens do CIJ para cessar a ofensiva, e outros 950.000 civis fugiram para o oeste de Rafah, incluindo o campo de refugiados de Al-Mawasi. Al-Mawasi é uma das zonas humanitárias seguras para as quais os civis foram ordenados a evacuar. Em 28 de maio, forças israelenses bombardearam o campo de refugiados de Al-Mawasi, matando 21 pessoas e ferindo outras 64. O ataque de 28 de maio gerou condenação internacional, e o primeiro-ministro israelense Benjamin Netanyahu classificou-o como um "erro trágico". Dezenas de pessoas foram mortas em 13 de junho em Al-Mawasi em novos ataques, mas estes foram negados pelo IDF.

## Ataque
O primeiro ataque em Al-Mawasi começou pouco após a meia-noite de 21 de junho. Uma sobrevivente do ataque relatou que sua família foi acordada por aeronaves israelenses, e chamas irromperam ao redor de seu acampamento. Testemunhas afirmaram que tanques lançaram projéteis de artilharia contra tendas improvisadas e centros de evacuação. Outra testemunha declarou que os ataques foram disparados por dois tanques israelenses que subiram uma colina com vista para o acampamento. O bombardeio atingiu uma área do acampamento próxima ao Comitê Internacional da Cruz Vermelha, danificando a estrutura do prédio. Centenas de civis e funcionários do CICR estavam próximos ao escritório no momento dos bombardeios. Testemunhas relataram que as forças israelenses dispararam uma segunda rodada de projéteis no acampamento enquanto os civis saíam de suas tendas. Um trabalhador da Defesa Civil Palestina [en] afirmou que dois locais no acampamento de Al-Mawasi foram atingidos pelo bombardeio israelense, sendo o segundo mais próximo da entrada do CICR. Esses locais foram avaliados pela Associated Press como estando imediatamente fora da zona segura em Al-Mawasi.

## Consequências e número de mortos
O CICR relatou que o hospital em Al-Mawasi sofreu uma "influxo de vítimas em massa" devido aos bombardeios, recebendo 22 corpos e 45 pessoas feridas, além de relatos de vítimas adicionais. O CICR, em seu comunicado, não identificou os responsáveis. A Defesa Civil Palestina reportou um número de mortos de 18 e 35 feridos. O Ministério da Saúde de Gaza anunciou um número de mortos de pelo menos 25 e 50 feridos, acusando as Forças de Defesa de Israel pelos bombardeios.
Autoridades israelenses afirmaram que o ataque estava "sob revisão" e declararam que "não havia indicação de que o ataque foi realizado pelo IDF".

## Reações
O principal diplomata da UE, Josep Borrell, declarou: "A UE condena o bombardeio, que danificou o escritório do CICR em Gaza e levou a dezenas de vítimas. É necessária uma investigação independente, e os responsáveis devem ser responsabilizados".